# Ranitha Gnanarajah
Ranitha Gnanarajah est une militante des droits de l'homme et une avocate srilankaise. Elle a été largement saluée pour ses efforts de défense des droits des victimes de disparitions forcées et des personnes détenues en vertu de la loi sur la prévention du terrorisme dans son pays. Ranitha est connue pour avoir fourni une assistance juridique gratuite à des prisonniers détenus sans inculpation. Le 8 mars 2021, lors de la Journée internationale des  femmes, elle reçoit, du département d'État des États-Unis, le Prix international de la femme de courage, pour avoir « fait preuve d'une passion et d'un dévouement extraordinaires pour la justice et la responsabilité, en particulier pour les populations les plus vulnérables du Sri Lanka ».